# トーマス・ジェンキンソン・ウッドウォード
トーマス・ジェンキンソン・ウッドウォード（Thomas Jenkinson Woodward、1745年頃 – 1820年）は、イギリスの役人、植物学者である。

## 略歴
ケンブリッジシャーのハンティンドンの出身で、両親を早く失うが資産は残された。イートン・カレッジ、ケンブリッジ大学のクレア・ホールで学び、1769年に卒業した。サフォーク郡の行政官（magistrate）、副統監(deputy-lieutenant)に任じられ、後にノーフォーク州のウォルコットでも働いた。植物学者として評価され、1789年にロンドン・リンネ協会のフェローに選ばれた。
サミュエル・グッドイナフの"Observations on the British Fuci"（London, 1797）の共著者であり、1784年から1794年の間に王立協会のフィロソフィカル・トランザクションズやロンドン・リンネ協会の紀要（Transactions of the Linnean Society of London）に7編の論文を発表した。ウッドウォードが協力した植物学者の著作には、ジェームズ・エドワード・スミスの"English Botany"やウィリアム・ウィザリングの"Systematic Arrangement of British Plants"の第2版、トーマス・マーティン（Thomas Martyn ）によるフィリップ・ミラーの"Gardeners' Dictionary"の改定版などがある。
シシガシラ科のシダ植物の属名、Woodwardia（和名、コモチシダ属）に献名されている。 